# Musée archéologique de Mykonos
Le musée archéologique de Mykonos est un musée situé sur l'île de Mykonos, en Grèce.
Ses collections comprennent des pièces datant de la période préhistorique à la période hellénistique.

## Histoire
Le musée est construit en 1902 pour abriter les découvertes de la fosse de putréfaction datant de 425/426 av. J.-C., découverte en 1898 sur l'îlot de Rhénée par D. Stavropoulos. L'un des plus anciens musées de Grèce, il a été conçu par Alexandros Lykakis et financé par le ministère de l'Éducation et la Société archéologique d'Athènes. Le terrain a été donné par la municipalité de Mykonos.
Le bâtiment néoclassique d'origine a connu des rénovations et des agrandissements dans les années 1930 et 1960 et la grande salle orientale a été ajoutée en 1972.

## Collections
Le musée contient des objets provenant de l'île voisine de Rhénée, notamment des poteries en céramique des Cyclades datant du IXe au VIIIe siècle avant J.-C. et des œuvres datant du VIIe au VIe siècle avant J.-C. provenant d'autres régions de la mer Égée. Son objet le plus célèbre est le grand vase produit à Tinos, représentant des scènes de la chute de Troie.

## Illustrations

Musée archéologique de Mykonos
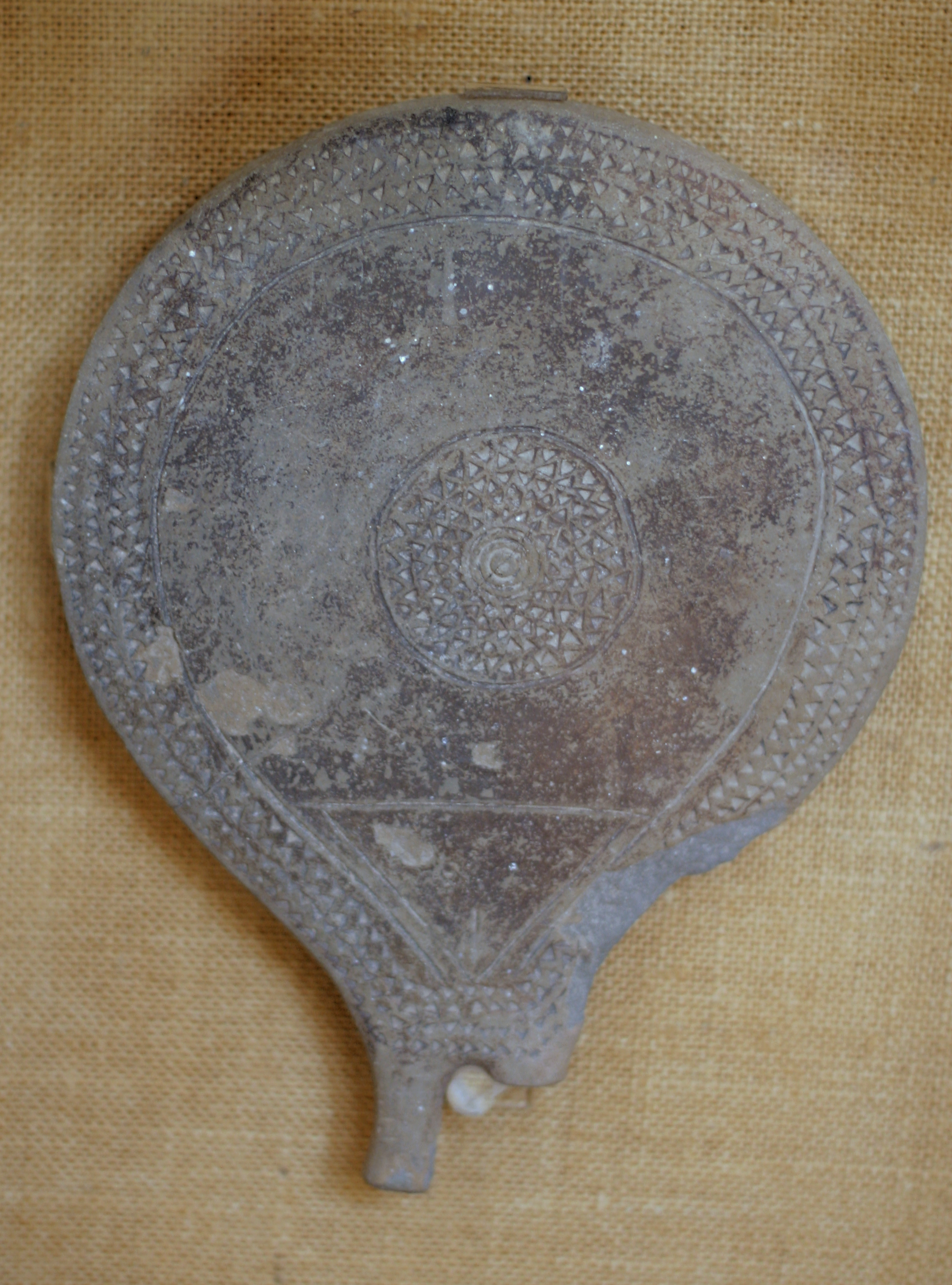
« Poêle à frire », Cycladique ancien, 2800-2300 av. J.-C.
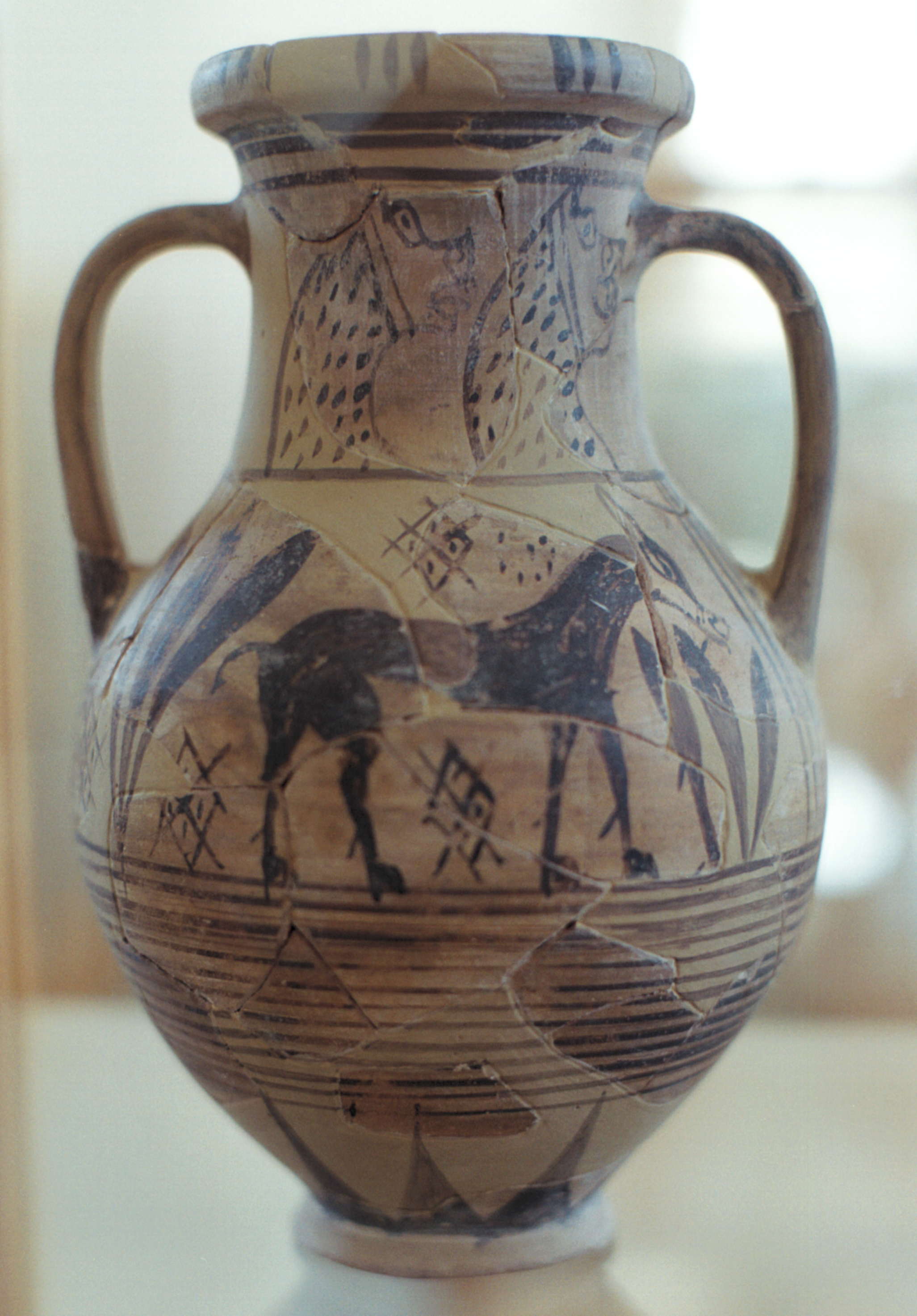
Vase décoré d'un âne, de style orientalisant, probablement de Sifnos, 700-650 av. J.-C.
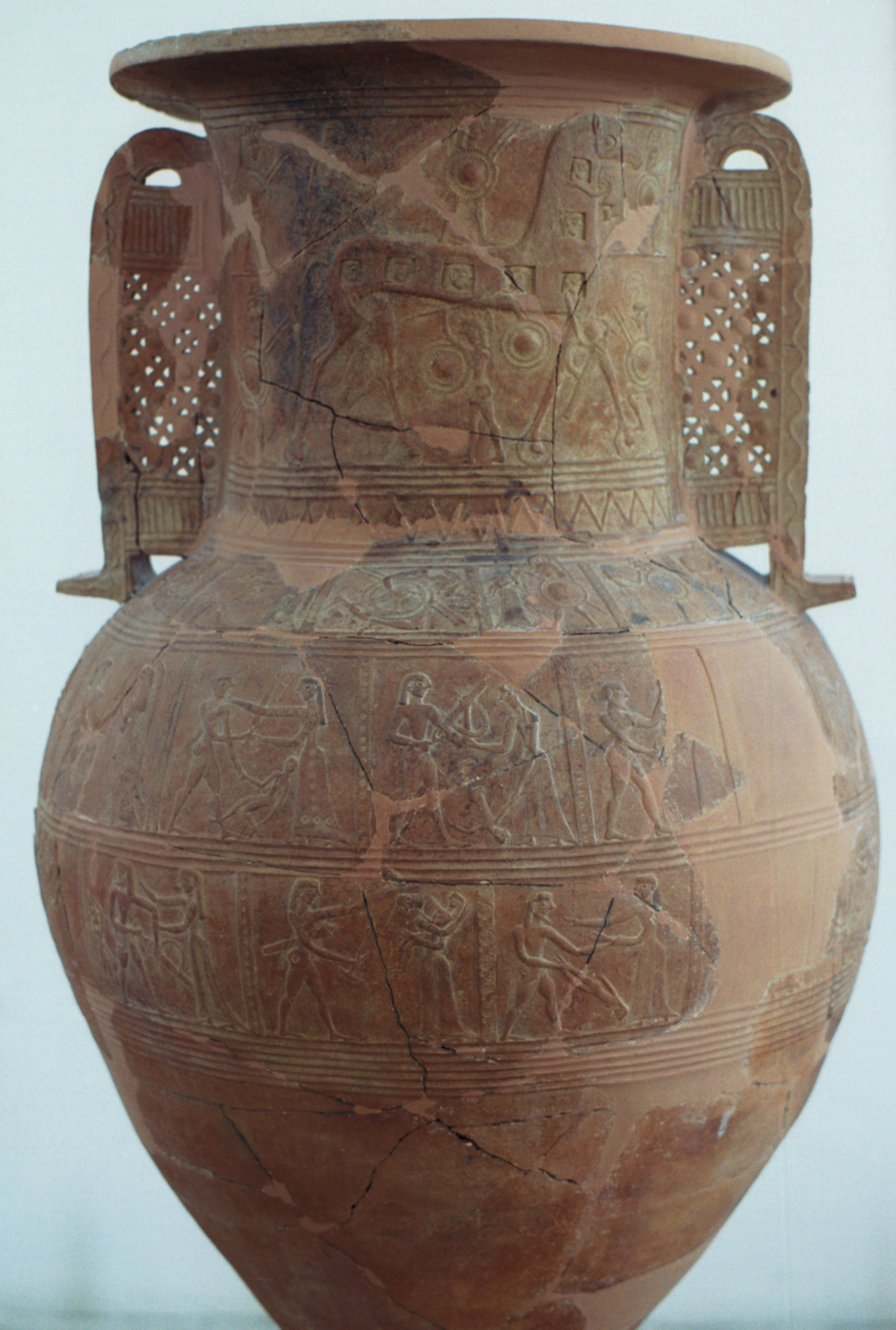
Grand vase, pithos en relief, prise de Troie,  675-650 av. J.-C.
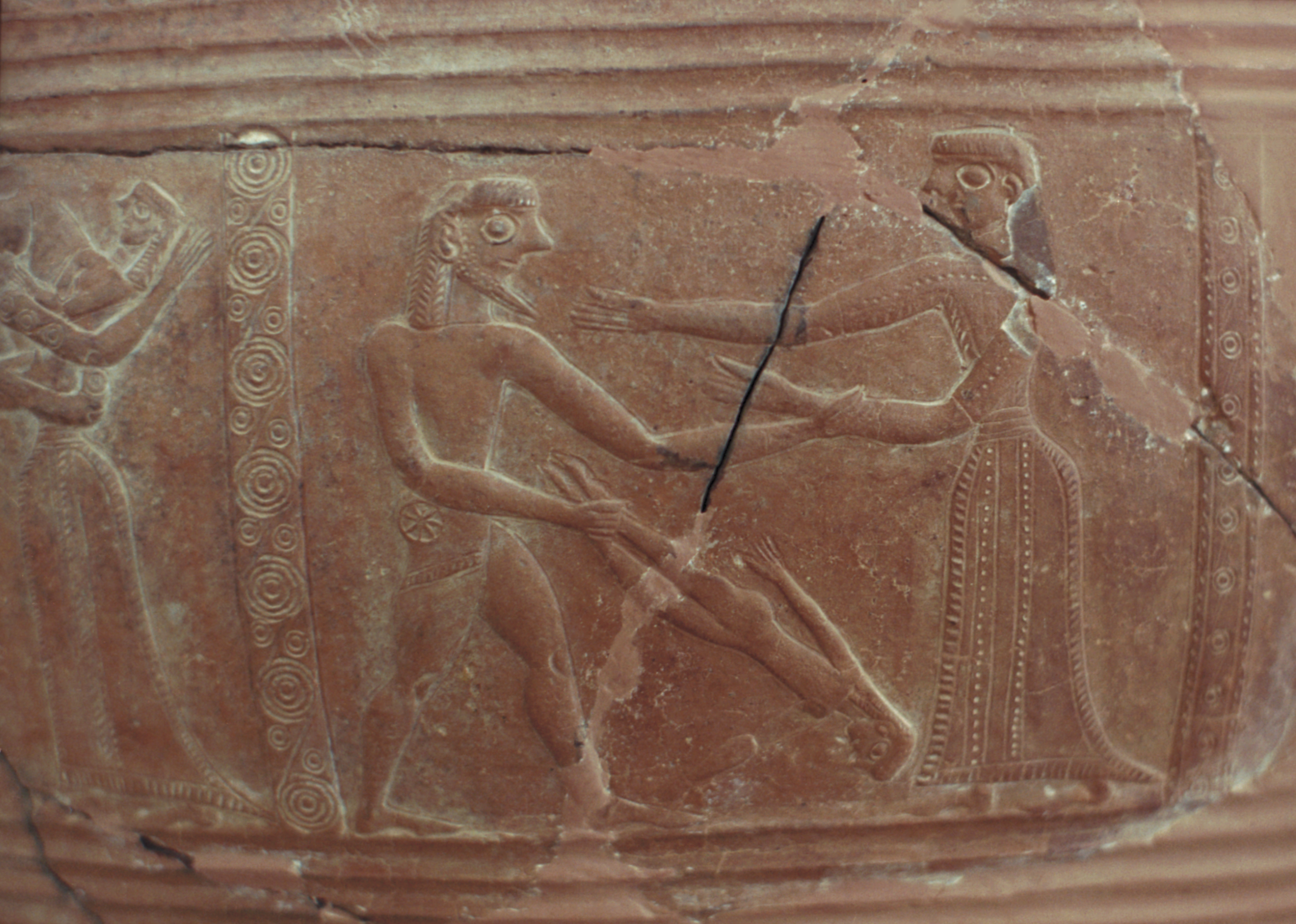
Le « Grand vase », pithos en relief, « prise de Troie », détail,  675-650 av. J.-C.
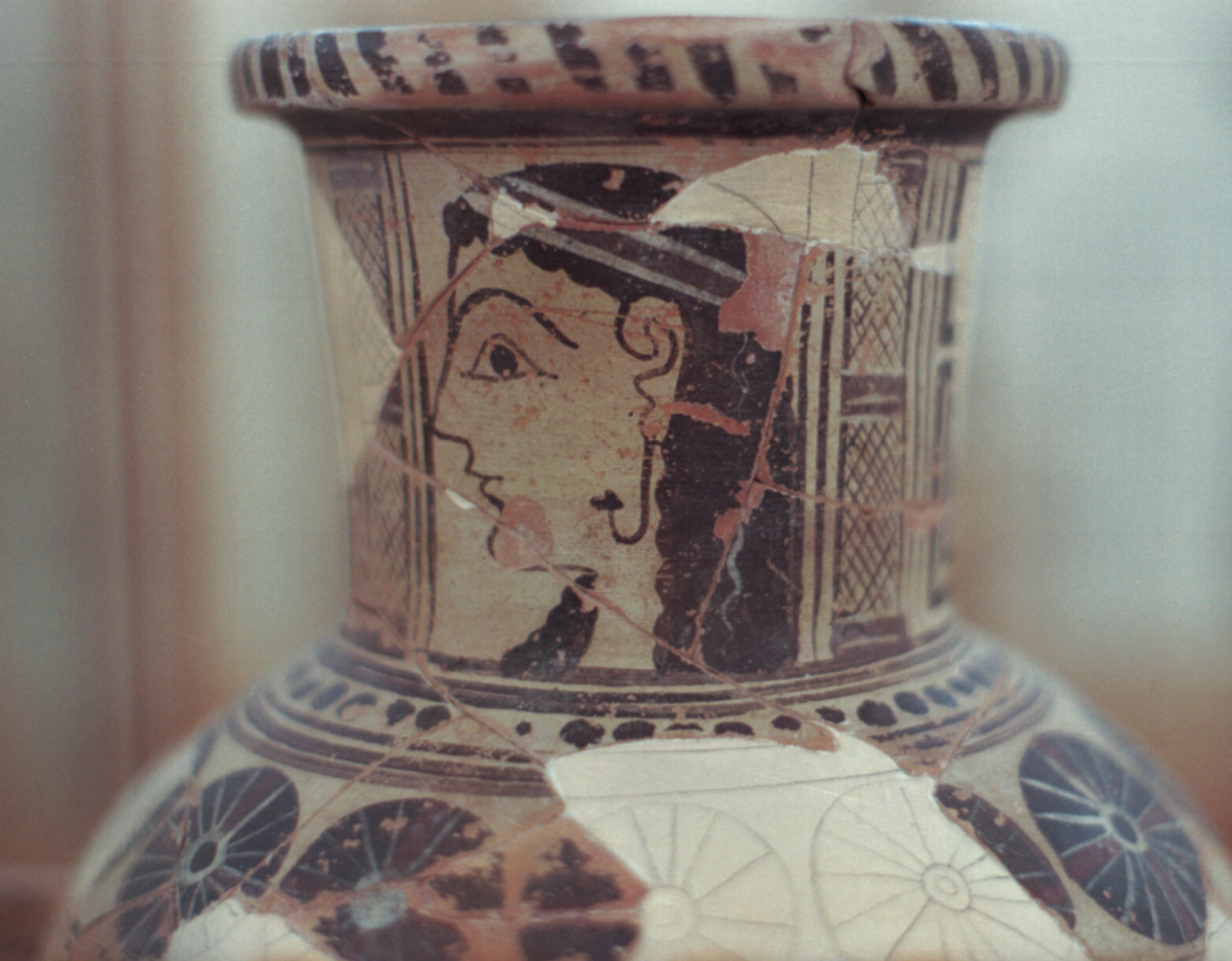
Amphore mélienne, une fille avec une boucle d'oreille,  625-600 av. J.-C.
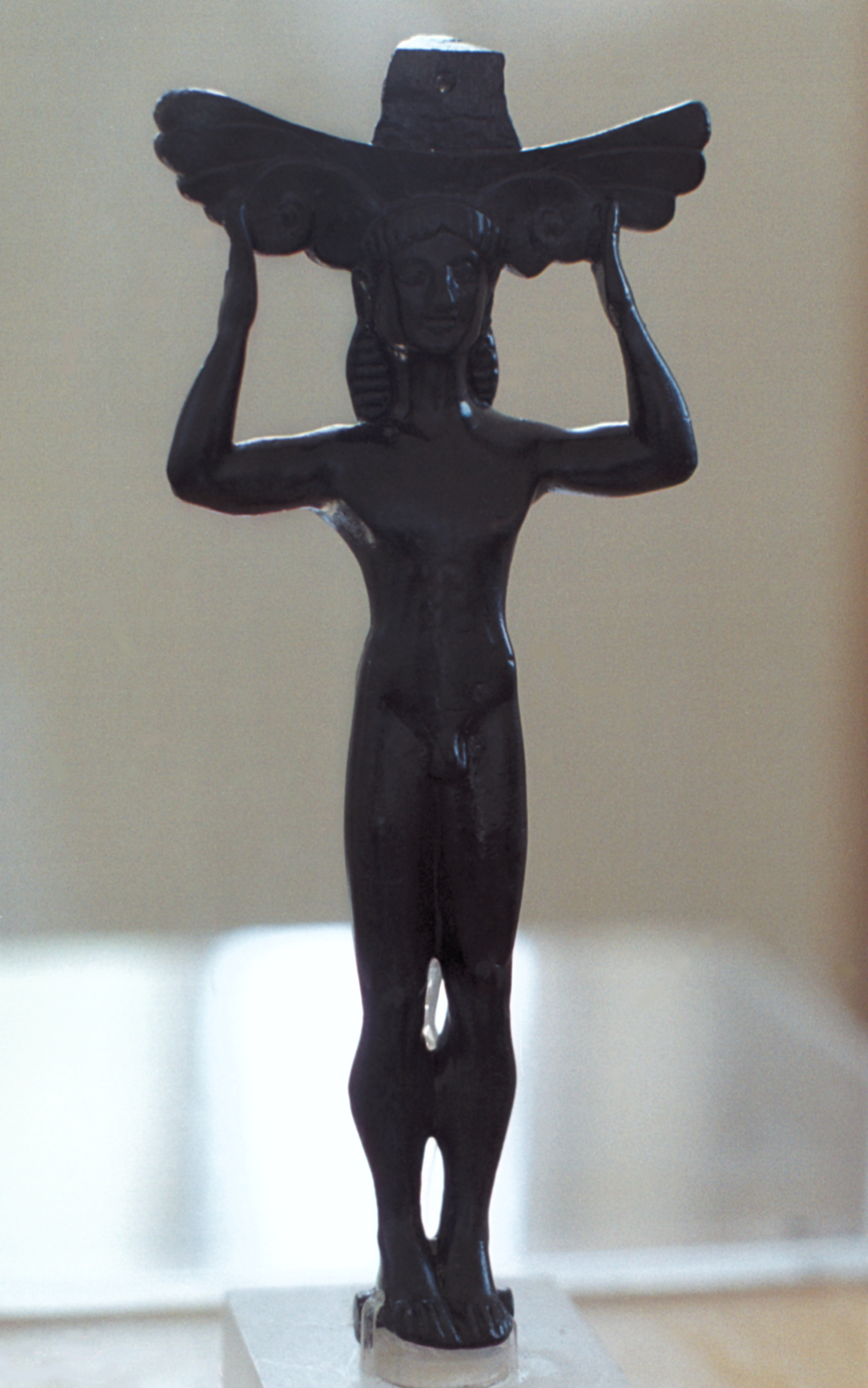
Poignée en forme de kouros, petit bronze archaïque, 560-540 av. J.-C.
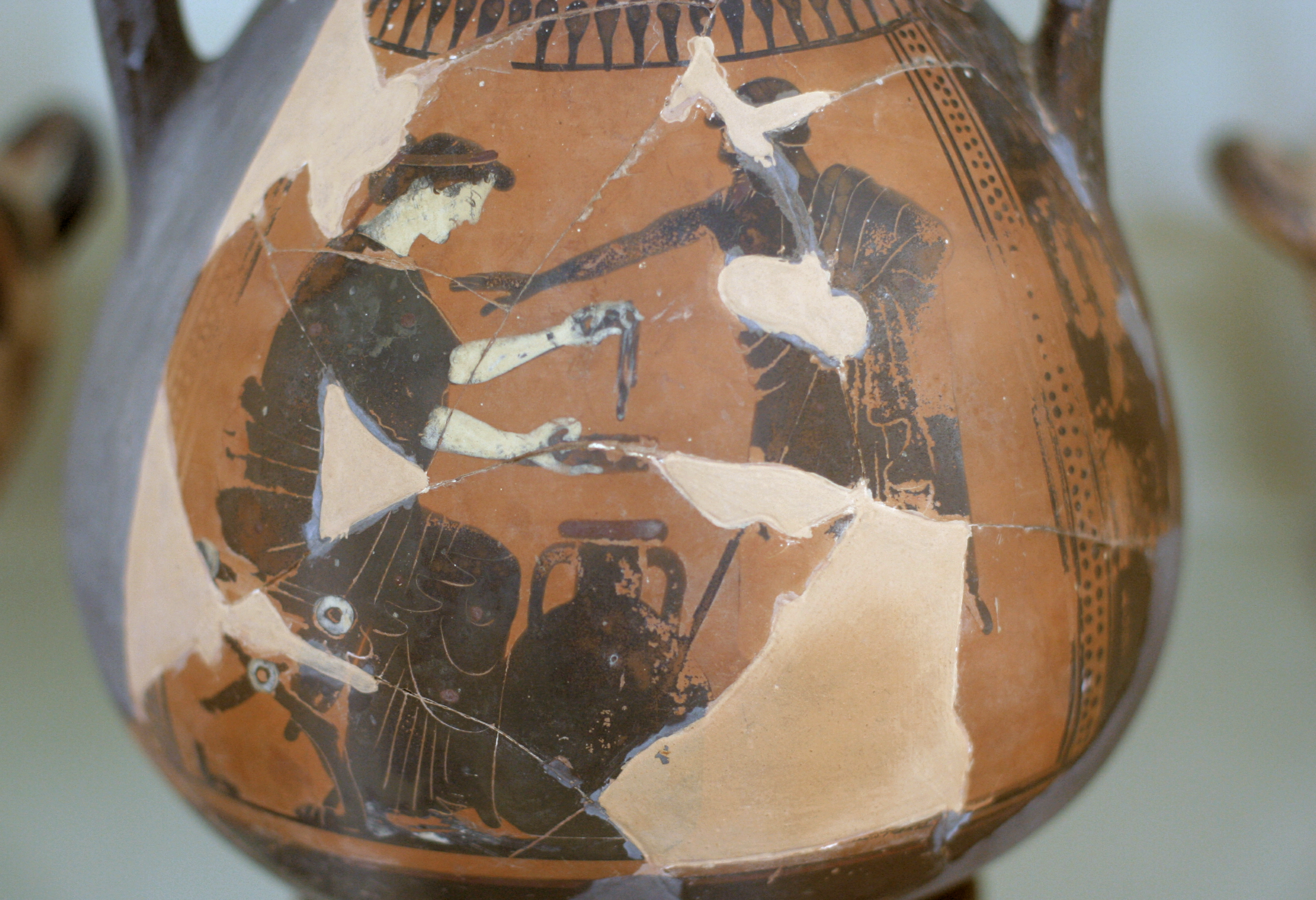
Péliké, vendeuse d'huile, peintre d'Eucharidés, 520-500 av. J.-C.
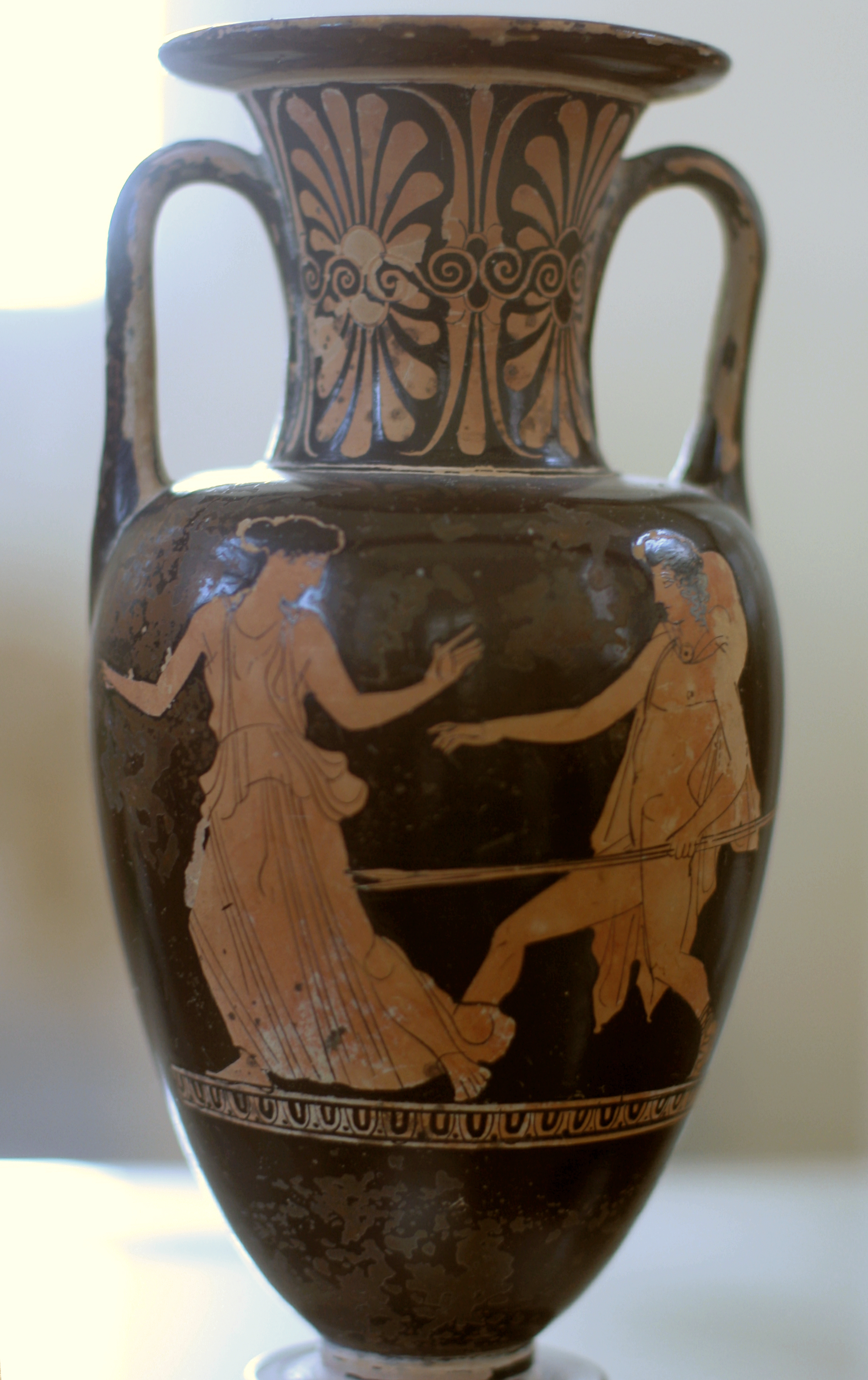
Amphore, Dionysos et ménade, peintre Chouvalov, 450-425 av. J.-C.
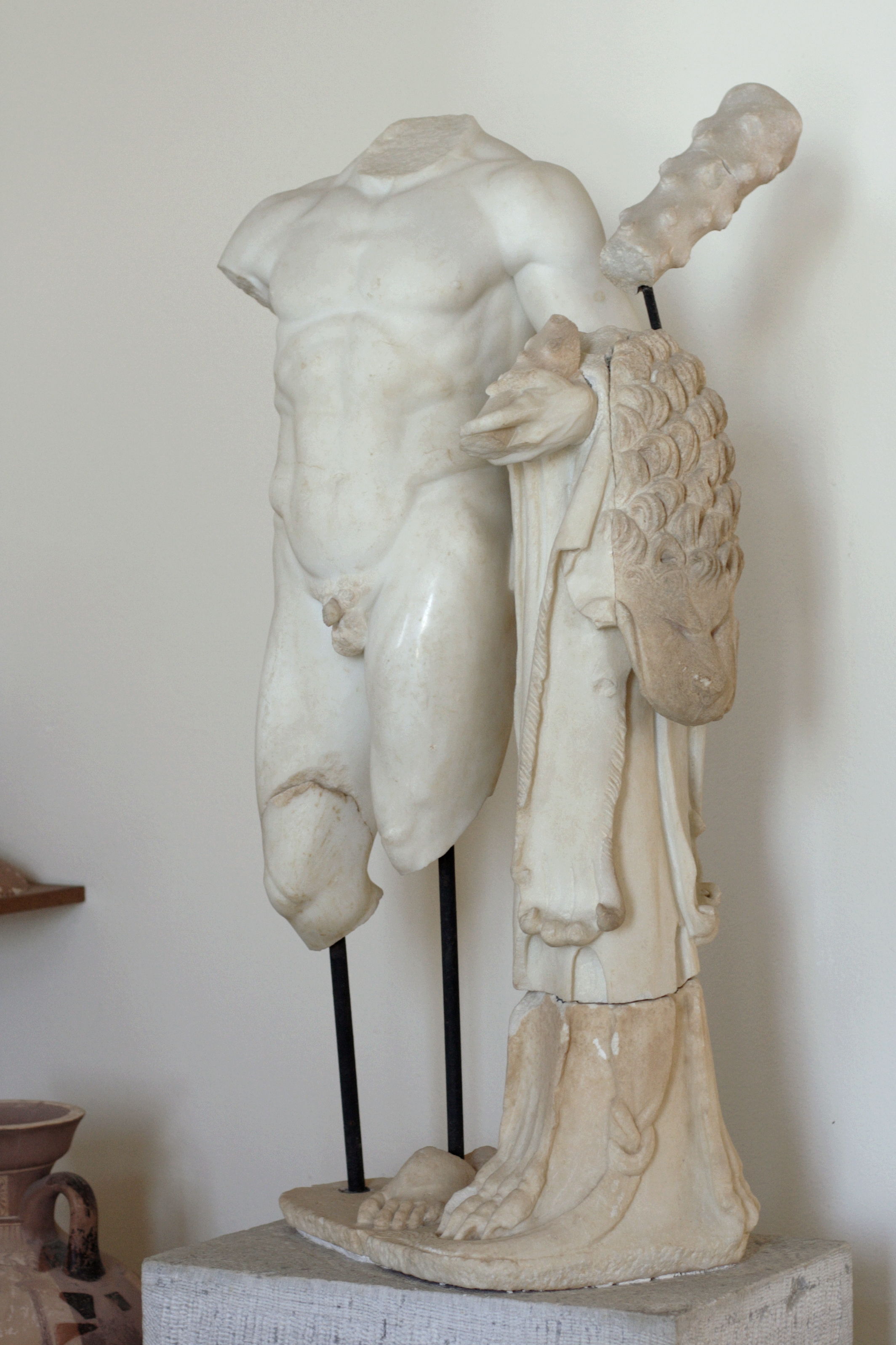
Héraclès, Parakastri, copie romaine d'une œuvre attique classique